# Bloedbad van Béziers
Het Bloedbad van Béziers (Occitaans: lo chaple de Besièrs, ook wel Grand masèl) was een militaire operatie die plaatsvond gedurende de Albigenzische Kruistochten. Hiermee wordt de massamoord bedoeld die gepleegd werd om de katharen te vernietigen. De stad Béziers werd in juli 1209 verslagen door een kruisleger onder leiding van Arnaud Amaury, abt van de abdij van Citaux, en legaat van paus Innocentius III.

## Achtergrond
Eerdere pogingen de katharen te vernietigen waren op niets uitgelopen. Na de moord op Pierre de Castelnau besloot paus Innocentius III op 14 januari 1208 een kruistocht tegen de Katharen te beginnen. Graaf Raymond VI van Toulouse, heerser over een van de gebieden waar de kathaarse invloed zich het sterkst deed gelden, sloot zich hier bij aan. De kruisvaarders besloten de burggraafschappen aan te vallen waar de Katharen het sterkst vertegenwoordigd waren: Béziers, Razès, Albi en Carcassonne. Deze burggraafschappen werden geleid door Raimond-Roger Trencavel.
Toen de kruisvaarders te Montpellier aankwamen, reisde Trencavel daarnaartoe en vroeg een onderhoud aan met Amaury. Hij bevestigde nogmaals zijn trouw aan het katholieke geloof, en probeerde te onderhandelen om een aanval te voorkomen. De legaat eiste echter een totale onderwerping aan de pauselijke macht. De jonge burggraaf achtte dit verzoek onacceptabel en weigerde dit. Hij keerde daarop terug naar Béziers, bereidde deze stad voor op een belegering, en probeerde vervolgens in Carcassonne een hulpleger op de been te brengen. Toen de kruisvaarders kort daarna de stad benaderden ondernam de bisschop, Renaud de Montpeyroux, nog een laatste bemiddelingspoging. Arnaud Amaury eiste dat de stad alle Katharen aan hem uit zou leveren. De bisschop stelde daarop een lijst met daarop 222 namen van vermeende ketters op. Het is niet helemaal duidelijk, waarop hij deze lijst gebaseerd heeft. De lijst bevatte:
- óf alle aanhangers van het kathaarse geloof in Béziers
- óf de hoofden van kathaarse families (hetgeen zou duiden op een duizendtal katharen in de stad)
- óf alle leden van de kathaarse clerus (hetgeen erop zou duiden dat een derde tot de helft van de stad het kathaarse geloof aanhing)

De bisschop merkte op dat er enkele ethische en logistieke bezwaren kleefden aan het uitleveren van deze mensen. Amaury eiste daarop dat alle katholieken de stad zouden verlaten om niet hetzelfde lot als de katharen ten deel te vallen. De bevolking en hun vertegenwoordiging wezen dit af; ze voelden zich veilig in de omwalling van hun stad, en gaven aan solidair te zijn met hun kathaarse medeburgers. Alleen de bisschop en enkele andere katholieken verlieten de stad.
Vervolgens werden alle inwoners vermoord, onder het motto Tuez-les tous, Dieu reconnaîtra les siens ("Doodt hen allen, God zal de zijnen herkennen"). Het aantal slachtoffers wordt in kronieken geschat op 15.000 tot 22.000, maar dit aantal is waarschijnlijk sterk overdreven. Vermoedelijk woonden er in Béziers zelf niet meer dan 10.000 mensen, waarvan mogelijk de helft is omgekomen.